# A Korunk 2001-es körkérdése a 20. század legszebb magyar verseiről
2001 tavaszán (az olvasás éve) az indulásának hetvenötödik évfordulóját ünneplő kolozsvári Korunk folyóirat körkérdést intézett több mint száz költőhöz, irodalomtörténészhez, irodalomkritikushoz: „Nevezzék meg a XX. század tíz legszebb magyar versét.” A folyóirat a megkérdezettek többségétől érdemben kapott választ, mások visszautasították a kérést, volt, aki válasz nélkül hagyta. Voltak esszéjellegű válaszok, voltak vitairatok; egyesek a kérdésfeltevés értelmét kérdőjelezték meg.
A végeredményt egy közös összesített listában mutatjuk be, majd az egyes egyéni listákat is közöljük. A listák nyilvánvalóan szubjektívak, de az alkalmi olvasókat olyan költők és versek felé irányítja, melyek a befogadó olvasók intellektuális fejlődéséhez feltétlenül hozzájárulnak (ízlésüket fejlesztve vagy megerősítve).

## Összesített lista
Összesített eredmény az említések gyakorisága alapján (2001. november 20.)
Az egyes versek címe utáni számjegyes hivatkozás a vers szövegére mutat a Wikiforrásban.
1. Kosztolányi Dezső: Hajnali részegség
2. Pilinszky János: Apokrif
3. József Attila: Eszmélet
4. Illyés Gyula: Egy mondat a zsarnokságról
5. József Attila: Óda
6. Kassák Lajos: A ló meghal a madarak kirepülnek
7. Babits Mihály: Esti kérdés
8. Füst Milán: Öregség
9. Babits Mihály: Jónás könyve
10. Dsida Jenő: Psalmus Hungaricus
11. Babits Mihály: Mint különös hírmondó
12. Babits Mihály: Ősz és tavasz között
13. Kosztolányi Dezső: Halotti beszéd  Archiválva 2020. szeptember 21-i dátummal a Wayback Machine-ben
14. Radnóti Miklós: Hetedik ecloga
15. József Attila: Nagyon fáj
16. Szabó Lőrinc: Semmiért egészen
17. Márai Sándor: Halotti beszéd
18. Ady Endre: Az eltévedt lovas
19. Ady Endre: Az ős Kaján
20. Ady Endre: Kocsi-út az éjszakában
21. Juhász Ferenc: A szarvassá változott fiú kiáltozása a titkok kapujából
22. Juhász Gyula: Anna örök
23. Kosztolányi Dezső: Ének a semmiről
24. Domonkos István: Kormányeltörésben
25. Kosztolányi Dezső: Szeptemberi áhítat
26. József Attila: Téli éjszaka
27. Weöres Sándor: Mahruh veszése  Archiválva 2020. augusztus 9-i dátummal a Wayback Machine-ben
28. Ady Endre: Elbocsátó, szép üzenet
29. Ady Endre: Intés az őrzőkhöz
30. Babits Mihály: Jónás imája
31. József Attila: Talán eltünök hirtelen…
32. Nagy László: Ki viszi át a szerelmet
33. Nagy László: Menyegző
34. Radnóti Miklós: Erőltetett menet
35. Szabó Lőrinc: Mozart hallgatása közben
36. Székely János: A vesztesek
37. Tóth Árpád: Esti sugárkoszorú
38. Weöres Sándor: Harmadik szimfónia (Háromrészes ének)
39. Weöres Sándor: Valse triste

## Egyéni listák
Itt monogrammal jelezzük a válaszadók listáját.
Megjegyzés: A felkértek listái nem tükrözik a költők sorrendjét: volt, hogy ábécérendben vagy más meggondolás szerint sorszámozták (vagy nem sorszámozták) a verseket. Többen feltüntették, hogy még kit soroltak volna fel, stb.
Cs. Z. listája
- 1. Kassák Lajos: A ló meghal, a madarak kirepülnek 1922
- 2. Füst Milán: A részeg kalmár
- 3. Szapphó: Aphroditéhez – Babits Mihály fordításában
- 4. Radnóti Miklós: Hetedik ecloga
- 5. Karinthy Frigyes: Almafa
- 6. Nemes Nagy Ágnes: Között
- 7. Pilinszky János: Kenyér
- 8. Parti Nagy Lajos: Rókatárgy alkonyatkor
- 9. Tandori Dezső: Töredék Hamletnek
- 10. Weöres Sándor: Psyché

Cs. S. listája
- 1. Ady Endre: Az ős Kaján
- 2. Ady Endre: Elbocsátó, szép üzenet
- 3. Babits Mihály: Ősz és tavasz között
- 4. Kosztolányi Dezső: Szeptemberi áhítat
- 5. József Attila: A Dunánál
- 6. Illyés Gyula: Egy mondat a zsarnokságról
- 7. Radnóti Miklós: Levél a hitveshez
- 8. Juhász Ferenc: A szarvassá változott fiú kiáltozása a titkok kapujából
- 9. Pilinszky János: Apokrif
- 10. Nagy László: Menyegző

Cs. I. listája
- Juhász Gyula: Anna örök
- Kassák Lajos: A ló meghal, a madarak kirepülnek
- Babits Mihály: Esti kérdés
- Kosztolányi Dezső: Hajnali részegség
- József Attila: Íme, hát megleltem hazámat…
- Szabó Lőrinc: Köszönöm, hogy szerettelek
- Vas István: Rapszódia egy őszi kertben
- Weöres Sándor: Le Journal
- Csorba Győző: Ritmus, rend, zene
- Petri György: Papír, papír, zizegés

D. P. listája
- 1. Ady Endre: Elbocsátó, szép üzenet
- 2. Ady Endre: Hunn, új legenda
- 3. Babits Mihály: Jónás imája
- 4. Tóth Árpád: Új tavaszig vagy a halálig
- 5. Juhász Gyula: Anna örök
- 6. József Attila: Eszmélet
- 7. József Attila: Kései sirató
- 8. Radnóti Miklós: Erőltetett menet
- 9. Pilinszky János: Ne félj
- 10. Pilinszky János: Miféle földalatti harc

D. M. listája
- Ady Endre: Új s új lovat
- Babits Mihály: Mint különös hírmondó
- Juhász Gyula: Az Isten malmai
- Kosztolányi Dezső: Ének a semmiről
- Tóth Árpád: Ez már nem nyári alkonyat
- Szabó Lőrinc: A földvári mólón
- József Attila: Téli éjszaka
- Weöres Sándor: Anyámnak
- Jékely Zoltán: Futballisták
- Pilinszky János: A szerelem sivataga

O. F. listája
- Babits Mihály: Jónás könyve
- Erdély Miklós: Metán
- József Attila: Eszmélet
- Kukorelly Endre: Járás
- Oravecz Imre: A chicagoi magasvasút montrose-i állomásának rövid leírása
- Parti Nagy Lajos: Rókatárgy alkonyatkor
- Petri György: Sári, ne vigyorogj rajtam
- Pilinszky János: Apokrif
- Tandori Dezső: Halottas urna két füle E. E. Cummings magángyűjteményéből
- Térey János: Nürnberg lucskosra ázva

 O. S. listája
- Ady Endre: Krisztus-kereszt az erdőn
- Babits Mihály: Esti kérdés
- Kosztolányi Dezső: Hajnali részegség
- Szabó Lőrinc: Mozart hallgatása közben
- József Attila: Talán eltűnök hirtelen…
- Kormos István: Fehér virág
- Juhász Ferenc: A szarvassá változott fiú kiáltozása a titkok kapujából
- Pilinszky János: Apokrif
- Lászlóffy Aladár: Hallod-e te sötét árnyék
- Baka István: Vadszőlő

O. J. D. listája
- Faludy György: Óda a magyar nyelvhez
- Ady Endre: Vízió a lápon
- Ady Endre: Góg és Magóg...
- Ady Endre: Az ős Kaján
- Szőcs Géza: Szőnyeg a kolozsvári utcán
- Szőcs Géza: Waldemar Daa lányai
- Szőcs Géza: Virradat a víz alatt
- Gáll Attila: Maldoror hangján
- Faludy György: Ballada a Senki Fiáról
- Kányádi Sándor: Halottak napja Bécsben

O. O. listája 
- 1. Ady Endre: Emlékezés egy nyár-éjszakára
- 2. Babits Mihály: Esti kérdés
- 3. Kosztolányi Dezső: Hajnali részegség
- 4. Füst Milán: Öregség
- 5. Kassák Lajos: A ló meghal a madarak kirepülnek
- 6. József Attila: Óda
- 7. Szabó Lőrinc: Semmiért egészen
- 8. Illyés Gyula: Egy mondat a zsarnokságról
- 9. Weöres Sándor: Le journal
- 10. Pilinszky János: Apokrif

P. B. listája
- Ady Endre: Az eltévedt lovas
- Babits Mihály: Jónás imája
- Kosztolányi Dezső: Hajnali részegség
- József Attila: Hazám
- Illyés Gyula: Egy mondat a zsarnokságról
- Radnóti Miklós: Nem tudhatom
- Dsida Jenő: Psalmus Hungaricus
- Pilinszky János: Apokrif
- Nagy László: Ki viszi át a Szerelmet?
- Juhász Ferenc: Babonák napja, csütörtök: amikor a legnehezebb

P. Gy. listája
- Nemes Nagy Ágnes: Ész
- Babits Mihály: Zsoltár férfihangra
- Babits Mihály: Egy filozófus halálára
- Ady Endre: Az eltévedt lovas
- Illyés Gyula: Haza, a magasban
- Füst Milán: Öregség
- Kosztolányi Dezső: Hajnali részegség
- Dsida Jenő: Hálóing nélkül
- Nemes Nagy Ágnes: Istenről
- Babits Mihály: Mint különös hírmondó

N. S. listája
- Ady Endre: Intés az őrzőkhöz
- Babits Mihály: Ősz és tavasz között
- Füst Milán: Öregség
- József Attila: „Költőnk és kora”
- Kosztolányi Dezső: Hajnali részegség
- Petri György: Csak egy személy
- Pilinszky János: Napló
- Tandori Dezső: A semmi kéz
- Szabó Lőrinc: Omló szirtről
- Weöres Sándor: Harmadik szimfónia

R. L. listája
- Ady Endre: Kocsi-út az éjszakában
- Babits Mihály: Jónás imája
- Jékely Zoltán: A marosszentimrei templomban
- József Attila: Óda
- Kosztolányi Dezső: Hajnali részegség
- Márai Sándor: Halotti beszéd
- Radnóti Miklós: Erőltetett menet
- Szabó Lőrinc: Mozart hallgatása közben
- Tóth Árpád: Isten oltó-kése
- Weöres Sándor: Hála-áldozat

S. S. listája
- Illyés Gyula: Egy mondat a zsarnokságról
- Juhász Ferenc: A szarvassá változott fiú kiáltozása a titkok kapujából
- Nagy László: Rege a tűzről és a jácintról
- Pilinszky János: Francia fogoly
- Sinka István: Szigetek könyve
- József Attila: (Karóval jöttél…)
- Weöres Sándor: Rongyszőnyeg
- Szilágyi Domokos: Szegénylegények
- Csoóri Sándor: Anyám fekete rózsa
- Szabó Lőrinc: Tücsökzene

Sz. J. listája
- Ady Endre: Párisban járt az Ősz
- József Attila: a Flóra 1–5. ciklus 2. verse, „Rejtelmek ha zengenek…”
- Szép Ernő: Október
- Karinthy Frigyes: Nihil
- Dsida Jenő: Nagycsütörtök
- Weöres Sándor: Fogak tornáca
- Pilinszky János: Apokrif
- Nemes Nagy Ágnes: Fák
- Tandori Dezső: Töredék Hamletnek
- Szőcs Géza: Csontváry és Kafka találkozása

Sz. L. listája
I.
- 1. Ady Endre: Az eltévedt lovas
- 2. Babits Mihály: Ősz és tavasz között
- 3. József Attila: Óda
- 4. Kosztolányi Dezső: Hajnali részegség
- 5. Radnóti Miklós: Himnusz a békéről
- 6. Dsida Jenő: Psalmus Hungaricus
- 7. Szabó Lőrinc: Semmiért Egészen
- 8. Weöres Sándor: Odysseus énekei
- 9. Illyés Gyula: Egy mondat a zsarnokságról
- 10. Pilinszky János: Apokrif

II.
- 1. Zelk Zoltán: Sirály
- 2. Tóth Árpád: Lélektől lélekig
- 3. Márai Sándor: Halotti beszéd
- 4. Kormos István: Vonszolnak piros delfinek
- 5. Jékely Zoltán: Madár-apokalipszis
- 6. Gulyás Pál: Búcsú a Mestertől
- 7. Szép Ernő: Adjátok vissza
- 8. Karinthy Frigyes: Előszó
- 9. Nagy László: Menyegző
- 10. Vas István: Óda a tegnapi asszonyokhoz

III.
- 1. Kassák Lajos: A ló meghal a madarak kirepülnek
- 2. Áprily Lajos: Intés kutyámnak
- 3. Nemes Nagy Ágnes: Patak
- 4. Reményik Sándor: Eredj, ha tudsz!
- 5. Bakucz József: Órák
- 6. Székely János: A vesztesek
- 7. Sinka István: Anyám balladát táncol
- 8. Szilágyi Domokos: Bartók Amerikában
- 9. Rákos Sándor: Sirató
- 10. Sziveri János: Bábel

IV.
- 1. Juhász Gyula: A démonhoz
- 2. Nadányi Zoltán: Mariann a kádban
- 3. Csanádi Imre: Csillagforgó
- 4. Fáy Ferenc: Keresztút (vagy egy másik: a Missa Hungarica?)
- 5. Baka István: Mefisztó keringő
- 6. Erdélyi József: Lovaspóló a Vérmezőn
- 7. Tűz Tamás: Amoris via Dolorosa
- 8. Ratkó József: Tánc
- 9. Csorba Győző: Költők, fiatalok
- 10. Páskándi Géza: Az örömrontó angyal

V.
- 1. Juhász Ferenc: A szarvassá változott fiú kiáltozása a titkok kapujából
- 2. Kányádi Sándor: Halottak napja Bécsben
- 3. Lászlóffy Aladár: Fehér kakas a hóhullásban
- 4. Bella István: Szeretkezéseink
- 5. Csoóri Sándor: Anyám fekete rózsa
- 6. Faludy György: Óda a magyar nyelvhez
- 7. Határ Győző: A Popmester három hadarórigmusa
- 8. Nagy Gáspár: Symphonia Ungarorum
- 9. Vitéz György: Missa Agnostica
- 10. Tandori Dezső: Levél Tihanyból – Kosztolányinak

VI.
- 1. Rába György: Echó
- 2. Tornai József: Balaton, Balaton
- 3. Gergely Ágnes: Az „Ágnes asszony” költőjéhez
- 4. Veress Miklós: Vakügetés
- 5. Tóth Bálint: Magyar litánia
- 6. Kovács András Ferenc: Psalmus Transsylvanicus
- 7. Orbán Ottó: A magyar népdalhoz
- 8. Székely Magda: Kőtábla
- 9. Szepesi Attila: Ars amatoria
- 10. Domonkos István: Kormányeltörésben

Sz. J. listája
- Ady Endre: Magyar jakobinus dala
- Kosztolányi Dezső: Halotti beszéd
- Babits Mihály: Jónás könyve
- Tóth Árpád: Lélektől lélekig
- Karinthy Frigyes: Előszó
- Nadányi Zoltán: Piripócs
- József Attila: Hazám
- Nagy László: Te szeress engem
- Kányádi Sándor: Halottak napja Bécsben
- Lászlóffy Aladár: De szép is volt

Sz. K. listája
- 1. Ady Endre: A harmadik emeletre avagy Az én magyarságom
- 2. Babits Mihály: Olyan az életünk…; Csak posta voltál
- 3. József Attila: Emberek
- 4. Kosztolányi Dezső: Halotti beszéd
- 5. Tóth Árpád: Lélektől lélekig; Weöres Sándor: például Graduale II.
- 6. Juhász Ferenc: Meggyötört, szomorú arcod
- 7. Nagy László: Menyegző; Vérugató tündér
- 8. Márai Sándor: Karácsony (?) – az 1956–os vers; Illyés Gyula: Bartók
- 9. Lászlóffy Aladár: Mint tükre előtt a komédiás…
- 10. Bertók László: Sírni szeretnénk, mint az emberek (Valamennyi „mint”, „és”, „mintha” kezdetű, című vers stb.)

Sz. L. S. listája
- Ady Endre: E nagy tivornyán
- Babits Mihály: Balázsolás
- Kosztolányi Dezső: Harsány kiáltások tavaszi reggel
- Dsida Jenő: Út a kálváriára
- Illyés Gyula: Örök s mulandó
- József Attila: Ritkás erdő alatt
- Szabó Lőrinc: Mozart hallgatása közben
- Radnóti Miklós: December
- Pilinszky János: Van ilyen
- Baka István: Uram én itt vagyok

Sz. J. listája
- Nemes Nagy Ágnes: A szabadsághoz
- Babits Mihály: Vágyak és soha
- Karinthy Frigyes: Martinovics
- Pilinszky János: Mire megjössz
- Székely János: A vesztesek
- Kányádi Sándor: Valaki jár a fák hegyén
- Szilágyi Domokos: Magyarok
- Hervay Gizella: Gyalogzsoltár
- Balla Zsófia: Úszik a földben
- Kovács András Ferenc: Erdélyi töredék

Sz. G. listája
- Dsida Jenő: A tó tavaszi éneke
- Juhász Gyula: Anna örök
- Szabó Lőrinc: Hervadó asszonyok
- Füst Milán: Öregség
- Illyés Gyula: Egy mondat a zsarnokságról
- Faludy György: Német zsoldosdal
- József Attila: Medáliák
- József Attila: Eszmélet
- Zelk Zoltán: Sirály
- Weöres Sándor – Pásztor Béla: Holdaskönyv

Sz. J. listája
- Ady Endre: Párisban járt az Ősz
- József Attila: a Flóra 1–5. ciklus 2. verse „Rejtelmek ha zengenek…”
- Szép Ernő: Október
- Karinthy Frigyes: Nihil
- Dsida Jenő: Nagycsütörtök
- Weöres Sándor: Fogak tornáca
- Pilinszky János: Apokrif
- Nemes Nagy Ágnes: Fák
- Tandori Dezső: Töredék Hamletnek
- Szőcs Géza: Csontváry és Kafka találkozása

Sz. I. listája
- Ady Endre: Sappho szerelmes éneke
- Ady Endre: Ének a Visztulán
- Juhász Gyula: Milyen volt…
- Kosztolányi Dezső: Üllői-úti fák
- Kosztolányi Dezső: Szeptemberi áhítat
- Tóth Árpád: Az öröm illan
- Szabó Lőrinc: Mozart hallgatása közben
- József Attila: Ősz
- József Attila: Nyár
- Dsida Jenő: Psalmus Hungaricus

T. A. listája
- Ady Endre: Elbocsátó, szép üzenet
- Tóth Árpád: Esti sugárkoszorú
- Kosztolányi Dezső: Hajnali részegség
- Babits Mihály: Jónás könyve (imája)
- József Attila: Óda
- Pilinszky János: Ravensbrücki passió
- Weöres Sándor: Az elveszített napernyő
- Juhász Ferenc: A szarvassá változott fiú kiáltozása…
- Nagy László: József Attila!
- Illyés Gyula: Hiány a kéziratban

P. S. Zs. listája
- József Attila: Talán eltűnök hirtelen
- Weöres Sándor: Valaki hí
- Radnóti Miklós: Erőltetett menet
- Kovács András Ferenc: Missouri Weekend
- Pilinszky János: Ne félj
- Sziveri János: Rákrománc
- Szilágyi Domokos: Vád
- Nagy László: Én fekszem
- Nemes Nagy Ágnes: Fák
- Király László: Sehideg

P. N. L. listája
- Ady Endre: Párisban járt az Ősz
- Babits Mihály: Esti kérdés
- Dsida Jenő: Esti teázás
- József Attila: Nagyon fáj
- Kassák Lajos: A ló meghal, a madarak kirepülnek
- Kosztolányi Dezső: Hajnali részegség
- Petri György: Egy őszi levélre
- Pilinszky János: Apokrif
- Szabó Lőrinc: A földvári mólón
- Weöres Sándor: Valse Triste

P. D. listája
- 1. Pilinszky János: Négysoros (Alvó szegek a jéghideg homokban…)
- 2. Kovács András Ferenc: És Christophorus énekelt
- 3. József Attila: Nagyon fáj
- 4. József Attila: Óda
- 5. József Attila: Magány
- 6. József Attila: Kedvesem betegen…
- 7. Weöres Sándor: A megmozdult szótár
- 8. Weöres Sándor: Le Journal
- 9. Radnóti Miklós: Páris
- 10. Szilágyi Domokos: Mestrovic: Jób

T. I. listája
- 1. Babits Mihály: Jónás könyve
- 2. Kosztolányi Dezső: Halotti beszéd
- 3. József Attila: Óda
- 4. József Attila: Eszmélet
- 5. Radnóti Miklós: Hetedik ecloga
- 6. Szabó Lőrinc: Semmiért egészen
- 7. Weöres Sándor: Rongyszőnyeg
- 8. Nagy László: Rege a tűzről és jácintról
- 9. Vas István: Rapszódia egy őszi kertben
- 10. Pilinszky János: Apokrif

A. K. listája
- 1. Ady Endre: A Szerelem eposzából
- 2. Babits Mihály: Psychoanalysis Christiana
- 3. Kosztolányi Dezső: Hajnali részegség
- 4. Szabó Lőrinc: Mézpergetés (Tücsökzene, 139.)
- 5. Dsida Jenő: Psalmus Hungaricus
- 6. József Attila: Tudod, hogy nincs bocsánat
- 7. Illyés Gyula: Egy mondat a zsarnokságról
- 8. Weöres Sándor: Valse triste
- 9. Pilinszky János: Sztavrogin elköszön
- 10. Veress Miklós: A CLIII zsoltár

A. S. listája:
- 1. Kukorelly Endre: Buszvezetés
- 2. Weöres Sándor: XX. századi freskó
- 3. József Attila: Tudod, hogy nincs bocsánat
- 4. Ady Endre: Kocsi-út az éjszakában
- 5. Babits Mihály: Jónás könyve
- 6. Nagy László: A Zöld Angyal
- 7. Bakucz József: Atlantisz
- 8. Tolnai Ottó: Kúszok utána
- 9. Szabó Lőrinc: Tücsökzene
- 10. Kemenes Géfin László: A toronyugró románca

B. P. listája
- Ady Endre: Az eltévedt lovas
- Babits Mihály: Mint különös hírmondó
- Kosztolányi Dezső: Esti Kornél éneke
- Füst Milán: Öregség
- József Attila: Téli éjszaka
- József Attila: Klárisok
- Weöres Sándor: Átváltozások (ciklus)
- Pilinszky János: Apokrif
- Nemes Nagy Ágnes: Ekhnáton éjszakája
- Tandori Dezső: Hamlet királyfi, mostohaapja előtt

B. I. J. listája
- Ady Endre: A fekete zongora
- Babits Mihály: Jónás könyve
- Dsida Jenő: Hulló hajszálak elégiája
- József Attila: Eszmélet
- Kemény István: El
- Kosztolányi Dezső: Esti Kornél éneke
- Pilinszky János: Apokrif
- Radnóti Miklós: Hasonlatok
- Szilágyi Domokos: Öregek könyve
- Szőcs Géza: Ballada és környéke I–II.

B. D. K. listája
- 1. Ady Endre: Héja-nász az avaron
- 2. Kosztolányi Dezső: Ilona
- 3. Babits Mihály: Esti kérdés
- 4. Áprily Lajos: Tavasz a házsongárdi temetőben
- 5. József Attila: Óda
- 6. József Attila: Eszmélet
- 7. Radnóti Miklós: Hetedik ecloga
- 8. Faludy György: Óda a magyar nyelvhez
- 9. Ladányi Mihály: A csillagok, a szerelem, a könyvek
- 10. Nemes Nagy Ágnes: Fenyő

B. Z. listája
- 1. Petőfi Sándor: Egy gondolat bánt engemet
- 2. Ady Endre: Levél-féle Móricz Zsigmondhoz
- 3. Gellért Sándor: Tornácküszöbön
- 4. Király László: Halljátok-é a dalt!?
- 5. Arany János: Magányban
- 6. Illyés Gyula: Bartók
- 7. Lászlóffy Aladár: Az alexandriai könyvtár égése
- 8. Bartalis János: Szőlőőrzés
- 9. Horváth Imre: A sárga ház
- 10. Dsida Jenő: Tíz parancsolat (Töredék)

B. J. listája
- 1. Babits Mihály: Balázsolás
- 2. Kosztolányi Dezső: Számadás
- 3. Füst Milán: Öregség
- 4. Szabó Lőrinc: Az Egy álmai
- 5. József Attila: Szürkület
- 6. Kálnoky László: Szanatóriumi elégia
- 7. Jékely Zoltán: Kert-kísértet
- 8. Pilinszky János: Miféle földalatti harc
- 9. Nemes Nagy Ágnes: Éjszakai tölgyfa
- 10. Tandori Dezső: Londoni Mindenszentek

B. Z. listája
- Ady Endre: A szétszóródás előtt
- Babits Mihály: Esti kérdés
- Kosztolányi Dezső: Hajnali részegség
- József Attila: Betlehemi királyok
- Weöres Sándor: Ének a határtalanról
- Dsida Jenő: Nagycsütörtök
- Márai Sándor: Halotti beszéd
- Illyés Gyula: Egy mondat a zsarnokságról
- Székely János: A vesztesek
- Kányádi Sándor: Valaki jár a fák hegyén

B. L. listája
- Ady Endre: Kocsi-út az éjszakában
- Babits Mihály: Ősz és tavasz között
- Csorba Győző: Március
- József Attila: Óda
- Kosztolányi Dezső: Hajnali részegség
- Nagy László: Játék karácsonykor
- Nemes Nagy Ágnes: A lovak és az angyalok
- Pilinszky János: Apokrif
- Vas István: Szabó Lőrinc halálára
- Weöres Sándor: Az ég-sapkájú ember

B. L. listája
- 1. Ady Endre: Az eltévedt lovas
- 2. Kosztolányi Dezső: Hajnali részegség
- 3. József Attila: Levegőt!
- 4. Weöres Sándor: Hetedik szimfónia
- 5. Illyés Gyula: Egy mondat a zsarnokságról
- 6. Jékely Zoltán: Apátlan nemzedék
- 7. Radnóti Miklós: Erőltetett menet
- 8. Dsida Jenő: Szerenád Ilonkának
- 9. Nagy László: A Zöld angyal
- 10. Pilinszky János: Apokrif

B. I. listája
- Petőfi Sándor: A puszta télen
- Arany János: Balzsamcsepp
- Ady Endre: A föltámadás szomorúsága
- Babits Mihály: Cigánydal
- Kosztolányi Dezső: Hajnali részegség
- Illyés Gyula: Jön az ősz
- József Attila: Reménytelenül
- Sinka István: Anyám balladát táncol
- Weöres Sándor: Őszi éjjel
- Juhász Ferenc: Rezi bordal

F. Gy. listája
- Ady Endre: Vér és arany
- Ady Endre: Emlékezés egy nyár-éjszakára
- Ady Endre: Én nem vagyok magyar?
- Kosztolányi Dezső: Ének a semmiről
- Kosztolányi Dezső: Szellemidézés a New York Kávéházban
- József Attila: Kész a leltár
- József Attila: Thomas Mann üdvözlése
- József Attila: (Csak az olvassa…)
- Weöres Sándor: Dalok Na Conxy Pan-ból
- Weöres Sándor: A macska

M. I. listája
- 1. Babits Mihály: Psycholanalysis christiana
- 2. Szabó Lőrinc: Harc az ünnepért
- 3. József Attila: Kirakják a fát
- 4. Weöres Sándor: Negyedik szimfónia
- 5. Pilinszky János: Apokrif
- 6. Juhász Ferenc: József Attila sírja
- 7. Petri György: Történet
- 8. Tandori Dezső: Round Pond, avagy a Kerek Tó
- 9. Várady Szabolcs: Vécétartály-villanella
- 10. Rakovszky Zsuzsa: Megnyitó

M. B. listája
- 1. Ady Endre: Új s új lovat
- 2. Babits Mihály: Ősz és tavasz között
- 3. Juhász Gyula: Tápai lagzi
- 4. Dsida Jenő: Psalmus Hungaricus
- 5. József Attila: Nyolcesztendős lányok
- 6. József Attila: Eszmélet
- 7. Radnóti Miklós: Hetedik ecloga
- 8. Áprily Lajos: Tavasz a házsongárdi temetőben
- 9. Székely János: A vesztesek
- 10. Szabó Lőrinc: A huszonhatodik év (egy versként idézem az egész szonettkönyvet)

M. D. J. listája
- Babits Mihály: Mint különös hírmondó
- Déry Tibor: Az ámokfutó
- Domonkos István: Kormányeltörésben
- Kassák Lajos: A ló meghal, a madarak kirepülnek
- Kosztolányi Dezső: Halotti beszéd
- Kovács András Ferenc: J. A. szonettje
- Márai Sándor: Mennyből az angyal
- Nemes Nagy Ágnes: Között
- Oravecz Imre: A chicagói magasvasút montrose-i állomásának rövid leírása
- Tandori Dezső: A betlehemi istállóból egy kis jószág kinéz

 M. S. listája
- Babits Mihály: Intelem vezeklésre
- Füst Milán: Levél a rémületről
- József Attila: Eszmélet
- Szabó Lőrinc: Tücsökzene
- Weöres Sándor: Harmadik szimfónia
- Pilinszky János: Apokrif
- Kosztolányi Dezső: Csáth Gézának – Tandori Dezső: Mottók egymás elé
- Petri György: Hogy elérjek a napsütötte sávig
- Borbély Szilárd: Hosszú nap el
- Kukorelly Endre: Egy gyógynövény-kert

M. I. listája
- Ady Endre: Kocsi-út az éjszakában
- Tóth Árpád: Esti sugárkoszorú
- József Attila: Eszmélet
- József Attila: Téli éjszaka
- Radnóti Miklós: Béke, borzalom
- Illyés Gyula: Bartók
- Áprily Lajos: Tavasz a házsongárdi temetőben
- Pilinszky János: Harbach, 1944.
- Juhász Ferenc: Babonák napja, csütörtök: amikor a legnehezebb
- Weöres Sándor: Az éjszaka csodái

N. G. listája
- 1. Ady Endre: Intés az őrzőkhöz
- 2. Babits Mihály: Az elbocsátott vad
- 3. Kosztolányi Dezső: Ének a semmiről
- 4. Nadányi Zoltán: Körmenet
- 5. Sinka István: Lovasok opál mezőkön
- 6. Szabó Lőrinc: Ima a gyermekekért
- 7. Illyés Gyula: Egy mondat a zsarnokságról
- 8. József Attila: Eszmélet
- 9. Dsida Jenő: A sötétség verse
- 10. Jékely Zoltán: Apa-váró
- 11. Weöres Sándor: Anyámnak
- 12. Pilinszky János: Négysoros
- 13. Kormos István: Október
- 14. Nagy László: Versben bujdosó
- 15. Szilágyi Domokos: Circumdederunt

N. P. listája
- 1. Füst Milán: A magyarokhoz
- 2. Kassák Lajos: Számozott versek, 70 („A virágnak agyara van…”)
- 3. Weöres Sándor: Mahruh veszése
- 4. Pilinszky János: Apokrif
- 5. Nemes Nagy Ágnes: Ekhnaton jegyzeteiből
- 6. Juhász Ferenc: Rezi bordal
- 7. Bakucz József: Apolló és Anyolló
- 8. Erdély Miklós: Baal-Sém Tov homloka a zsámolyon
- 9. Tandori Dezső: Egy talált tárgy megtisztítása
- 10. Parancs János: Portölcsér

N. Z. listája
- 1. Czóbel Minka: Virrasztó
- 2. Juhász Gyula: Anna örök
- 3. József Attila: Nagyon fáj
- 4. Pilinszky János: Francia fogoly
- 5. Ady Endre: Az ős Kaján
- 6. Szabó Lőrinc: Babits
- 7. Karinthy Frigyes: Mint aki halkan belelépett…
- 8. Tandori Dezső: A betlehemi istállóból egy kis jószág kinéz
- 9. Térey János: Hedvig hagyományai – Családi ügy
- 10. Csehy Zoltán: Catullus

E. T. listája
- 1. Babits Mihály: Esti kérdés
- 2. Kosztolányi Dezső: Hajnali részegség
- 3. Szabó Lőrinc: Semmiért egészen
- 4. Radnóti Miklós: Tétova óda
- 5. Dsida Jenő: Psalmus Hungaricus
- 6. Márai Sándor: Halotti beszéd
- 7. József Attila: Eszmélet
- 8. Pilinszky János: Apokrif
- 9. Illyés Gyula: Bartók
- 10. Nagy László: Himnusz minden időben